# 4645 Тентайкодзьо
4645 Тента́йкодзьо́ (4645 Tentaikojo) — астероїд головного поясу, відкритий 16 вересня 1990 року.
Тіссеранів параметр щодо Юпітера — 3,349.
Названо на честь музею Тентайкодзьо (яп. てんたいこうじょう(天体工場) тентайко:дзьо:).